# Atelopus "wampukrum"
Atelopus "wampukrum" is een kikker uit de familie padden (Bufonidae) en het geslacht klompvoetkikkers (Atelopus). De soort komt endemisch voor in Ecuador. Atelopus "wampukrum" is nog niet officieel wetenschappelijk beschreven.

## Verspreiding
Atelopus "wampukrum" werd aan het begin van de eenentwintigste eeuw voor het eerst waargenomen. De soort leeft in het heuvelland van de Cordillera del Cóndor, een bergketen in de zuidoostelijke Amazone-provincies Morona-Santiago en Zamora-Chinchipe van Ecuador in het grensgebied met Peru.

## Uiterlijke kenmerken
Atelopus "wampukrum" heeft een gele huid met twee zwarte banden die vanaf de snuit langs de ogen, de zijkanten van de kop en over de flanken lopen. Zwarte banden en vlekken bevinden zich op de poten en de rest van het lichaam. De vrouwelijke dieren onderscheiden zich van de mannetjes door een helderrode buik.

## Bedreigingen
Door het kleine verspreidingsgebied is Atelopus "wampukrum" een kwetsbare soort. Daarnaast wordt het bedreigd door habitatverlies ten gevolge van hydrolelektrische en mijnbouwprojecten, de aanleg van internationale wegen en nederzettingen. Ook de schimmelinfectieziekte chytridiomycose vormt een bedreiging. Door het Centro de Conservación de Anfibios van Bioparque Amaru in Cuenca is een fokprogramma opgezet voor Atelopus "wampukrum". In het centrum heeft de soort zich inmiddels met succes voortgeplant.